# Музика XX століття

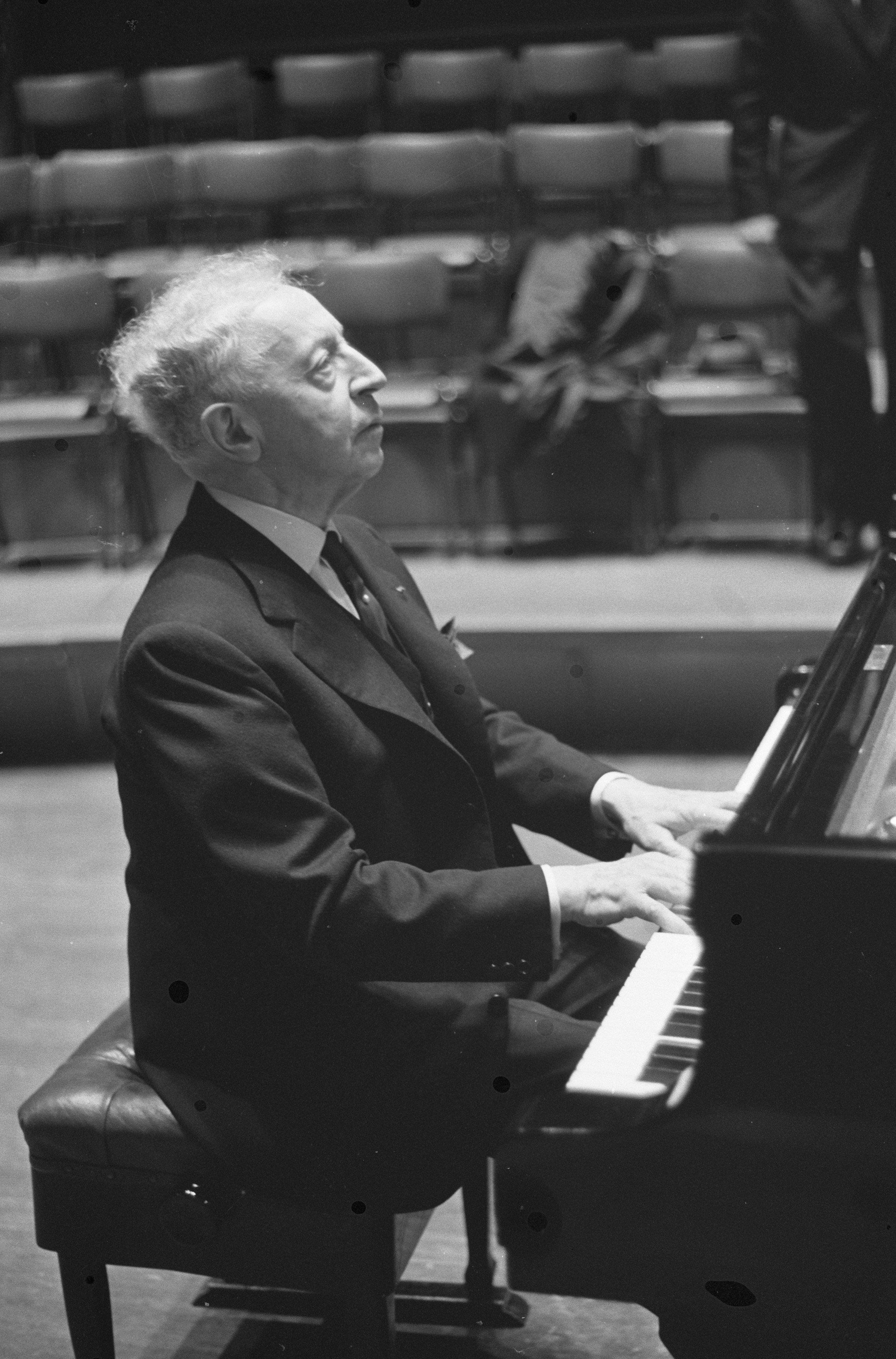
Піаніст Артур Рубінштейн у 1962 році

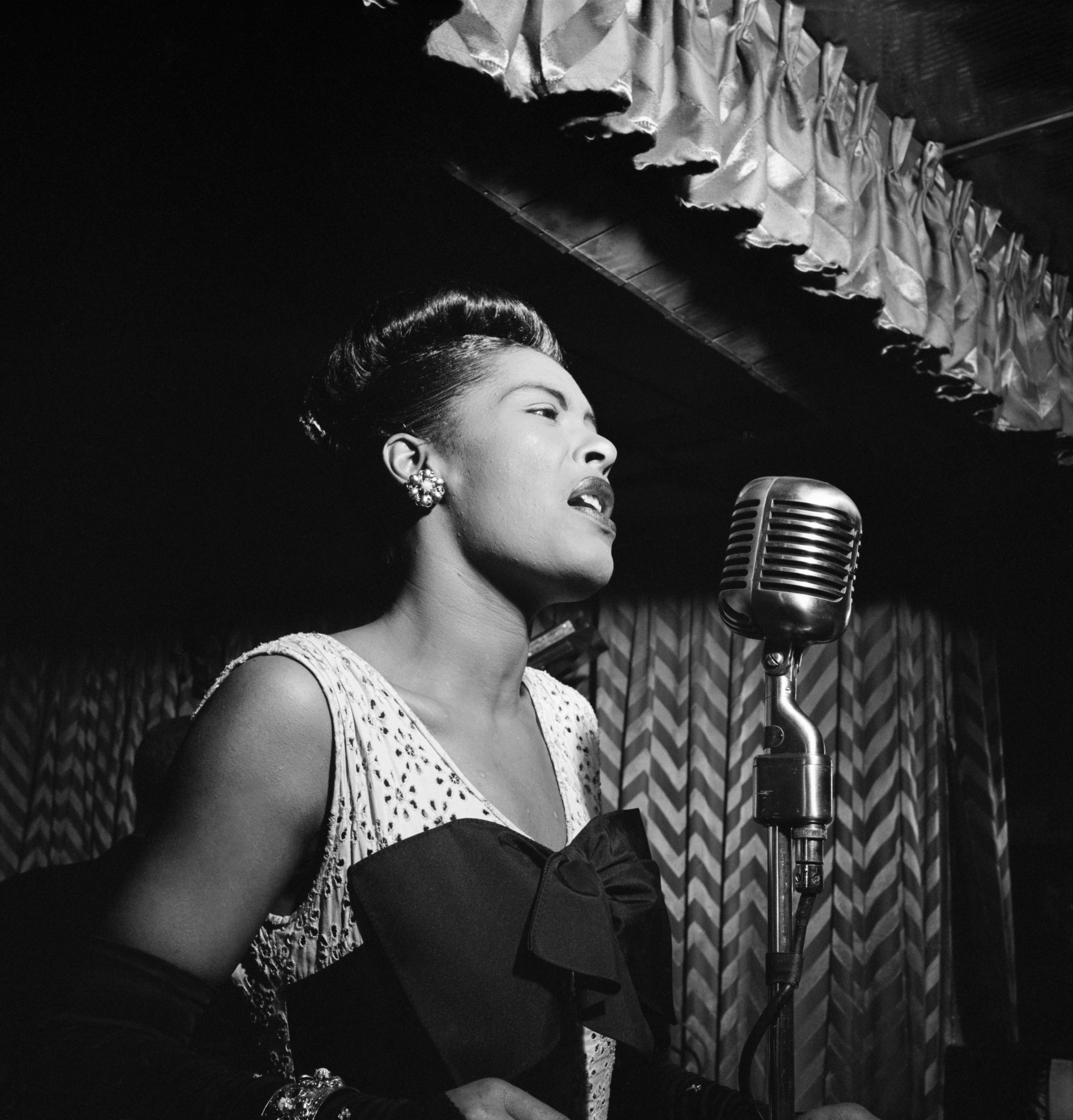
Американська джазова співачка і авторка пісень Біллі Голідей у Нью-Йорку в 1947 році.

Музика XX століття — сукупність надбань музичного мистецтва протягом ХХ століття.

## Загальні тенденції
Протягом століття музика, до якої люди мали доступ, стала більш різноманітна. До винаходу масових ринкових грамофонних платівок та радіомовлення  люди в основному слухали музику на концертах або театральних виставах, які були занадто дорогими для багатьох працюючих. Завдяки масовому випуску грамофонних платівок та радіопередач слухачі могли купувати або слухати по радіо записи чи прямі трансляції музичних творів з усього світу. Це дозволило набагато ширшому колу населення слухати симфонії та опери, зокрема й людям, що не можуть дозволити собі квитки на концерт.
Розвиток звукозапису уможливив появу масової культури, дозволивши записувати пісні та розповсюджувати їх по всьому світі. Можливість відносно недорого записувати музику на вінілові платівки, компакт-касети, компакт-диски (з 1983), та транслювати музику на радіо, телебаченні, і через Інтернет, дозволила людям знайомитися з виступами провідних артистів з усього світу. Запровадження мультитрекового запису в 1955 році та використання мікшування мали великий вплив на поп- та рок-музику, дозволивши поєднувати велику кількість інструментальних та вокальних доріжок в єдине ціле і досягати звучань, недосяжних у прямому ефірі. Розвиток технологій звукозапису породили нові музичні напрями, такі як конкретна (1949) та електроакустична музика (1955). Розробка потужних, гучних гітарних підсилювачів та систем підсилення звуку в 1960-х і 1970-х дозволила навіть невеликим колективам проводити концерти у великих приміщеннях або просто неба. 
Симфонічна музика XX століття успадкувала сформований у попередньому столітті склад симфонічного оркестру, проте були і певні нововведення. Так, в багатьох симфонічних творах почали використовувати саксофони (Болеро М. Равеля, Симфонії № 6 і 9 Воана-Вільямса та ін.), а також інструменти, властиві рок-музиці, такі як електрична гітара та бас-гітара.
Завдяки новим технологіям, жанро-стильова палітра музичної творчості суттєво розширилась. Нерідко, різні стилі поєднуються (наприклад, злиття джазу та рок-музики кінця 1960-х для створення джаз-року).

## Напрями

### Модернізм
Музиці початку XX століття властиве стильове багатоманіття. Творчість таких композиторів як С. Рахманінова, Р. Штраус, Дж. Пуччіні та Е. Елгар спирається на традиції XIX століття. Натомість дедалі впливовішим стає модернізм, риси якого помітні в творчості О. Скрябіна, К. Дебюссі, І. Стравінського, а також А. Шенберґ і Ч. Айвз, у творчості яких відмова від тональності. М. Равель, Мійо та Ґершвін, поєднували класичну та джазову стилістику. 

### Неофольклоризм
У XX столітті звернення композиторів до фольклору набуває нових якостей:   
- відбір матеріалу для творчості обумовлений діалогом із такими шарами фольклору, які з різних культурно-історичних причин не були прийняті як елементи професійної творчості: пласт архаїчного фольклору, звуки міської атмосфери, фольклор різних культурно-етнічних спільностей;
- особливості тематичної структури та способи тематичного розвитку полягають у використанні поспівкового тематизму і фольклорного тематизму фігураційного типу
- способи тематичного розвитку, що включають поступове «вирощування» теми з її початкової інтонації, розмивання контурів фольклорної теми або перенесення її до контрапунктуючих шарів, розвиток на основі повторності та варіантності, розвиток на основі повторності та варіантності, прийоми ланцюгового розгортання.

Яскравими представниками неофольклоризму першої половини XX століття є Б. Барток, ранній І. Ф. Стравинський, та С. Прокоф'єв. 
У британській, американській та латиноамериканській музиці початку XX століття представниками неофольклоризму є Ральф Воган Вільямс, Аарон Копланд, Альберто Джинастера, Карлос Чавес, Сільвестр Ревуельтас та Ейтор Вілла-Лобос використовували народні теми, зібрані ними самими або іншими, у багатьох своїх основних композиціях.

### Мікротональна музика
У перші десятиліття двадцятого століття, композитори, такі як Хуліан Каррільо, Мілдред Купер, Алоїс Хаба, Чарльз Айвз, Ервін Шульгоффа, Іван Вишнеградський звернули увагу на четвертитонову (24 рівних інтервалів в октаві) і дрібнішу техніку. У середині століття такі композитори як Гаррі Парч та Бен Джонстон, досліджували просто інтонацію. У другій половині століття серед відомих композиторів, що застосовували мікротональність, були Ізлі Блеквуд-молодший, Венді Карлос, Адріан Фоккер, Террі Райлі, Езра Сімс, Карлхайнц Штокхаузен, Ла Монте Янг та Янніс Ксенакіс .

### Неокласицизм
Напрям в академічній музиці XX століття, представники якого прагнули до відродження стилістичних рис музики ранньокласичного і докласичного періоду. Найбільшого розвитку досяг в 1920-х — 1930-х роках. Представники неокласицизму – Б. Бріттен, П. Гіндеміт, Л. Далапіккола, А. Казелла, Л. Маліп'єро, І. Піцетті, частково С. Прокоф'єв, Д. Шостаковича (ранні твори), М. Равель та М. де Фалья (пізні твори). В Україні через негативний вплив радянської політики щодо мистецтва неокласицизм з’явився лише в 1960-х роках (М. Скорик)

### Експериментальна музика
Композиційна традиція виникла в середині XX століття — особливо в Північній Америці — під назвою «експериментальна музика». Найвідомішим і найвпливовішим його представником був Джон Кейдж (1912–1992). За словами Кейджа, «експериментальна дія — це результат, який не передбачається». і він був особливо зацікавлений у виконаних роботах, які виконали непередбачувану дію. Серед композиторів, які вплинули на Джона Кейджа, були Ерік Саті (1866–1925), Арнольд Шенберґ (1874–1951) та Генрі Діксон Коуелл (1897–1965).

### Мінімалізм
Мінімалістична музика із спрощенням матеріалів та інтенсивним повторенням мотивів почалася наприкінці 50-х років минулого століття у композиторів Террі Райлі, Стіва Рейха та Філіпа Гласса. Мінімалізм був пристосований до традиційної симфонічної обстановки композиторами, включаючи Рейха, Гласса та Джона Адамса. Мінімалізм активно практикувався протягом другої половини століття і перейшов у XXI століття. Композитори  Арво Пярт, Генрік Горецкі та Джон Тавенер також представники мінімалізму.  

### Сучасна класична музика
Сучасна класична музика належить до періоду, що розпочався в середині 70-х — на початку 90-х років. Включає модерністську, постмодерністську, неоромантичну та плюралістичну музику. Цей термін може також використовуватися у широкому розумінні для позначення всіх музичних форм після 1945 року.
Багато композиторів, що працювали на початку XXI століття, були видатними діячами XX століття. Олівер Кнуссен, Вольфганг Рім, Георг Фрідріх Хаас, Джудіт Вір, Джордж Бенсон, Річард Барретт, Саймон Бейнбрідж, Джон Лютер Адамс, Тошіо Хосокава, Брайт Шенг, Кайя Сааріахо, Тан Дан, Магнус Ліндберг, Філіп Манурі, Ольга Нойвірт, Ребекка Сондерс, Девід Ленг, Ганспетер Кібурц, Джеймс Макміллан, Марк-Ентоні Турнедж, Томас Адес, Марк-Андре Далбаві, Унсук Чін, Клаус-Стеффен Манкопф та Майкл Догерті писали музику в кінці XX століття.

### Електронна музика

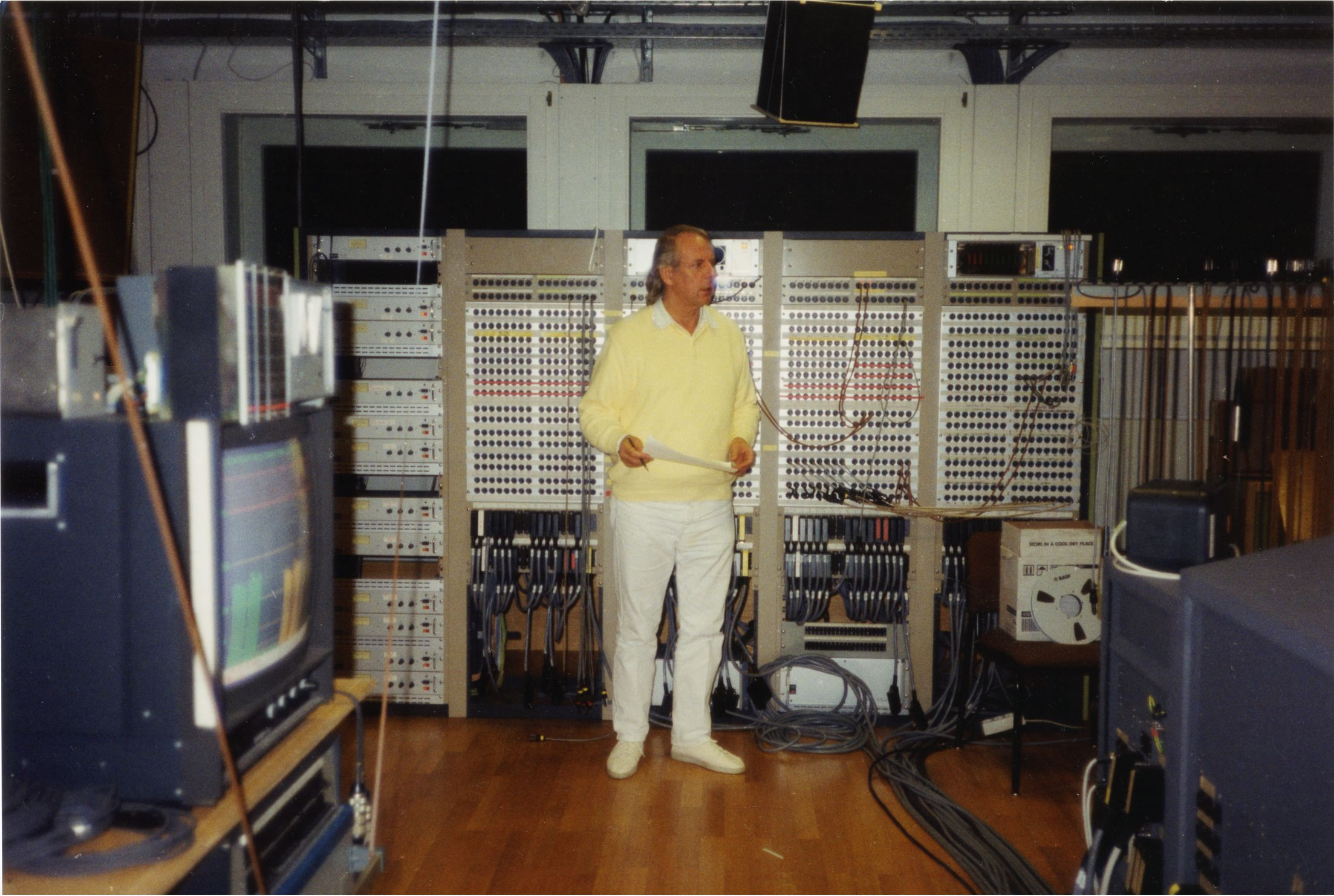
Карлгайнц Штокгаузен в електронно-музичній студії WDR, Кельн, 1991 рік

Протягом століть інструментальна музика створювалася або співом, або за допомогою механічних музичних технологій. На початку ХХ століття були винайдені електронні пристрої, здатні генерувати звук в електронній формі без початкового механічного джерела вібрації. У 30-х роках минулого століття такі композитори як Олів'є Мессіан, включали електронні інструменти в концертні виступи. Технологія звукозапису часто пов'язана з ключовою роллю, яку вона відіграла у створенні та масовому збуті популярної музики, нова електрична та електронна технологія звукозапису також використовувалася для створення музики мистецтва. Concrète musique (французька: «конкретна музика»), розроблена приблизно в 1948 р. П'єром Шеффером та його однодумцями, була експериментальною технікою із використанням записаних звуків як сировини.
Після Другої світової війни деякі композитори швидко прийняли розвиваються електронні технології. Електронну музику сприйняли такі композитори як Едґар Варез, Карлгайнц Штокгаузен, Мілтон Беббітт, П'єр Булез, Бруно Мадерна, Анрі Пуссер, Карел Гойварц, Ернст Кренек, Луїджі Ноно, Лучано Беріо, Герберт Брюн та Яніс Ксенакіс. У 1950-х роках кіноіндустрія  почала широко використовувати електронні саундтреки. Серед основних рок-груп, які раніше застосовували синтезатори, є The Moody Blues, The Beatles, The Monkees,  і The Doors.

## Фольклор
Зазвичай народна музика передавалась і виконувалась усім співтовариством (не спеціальним класом експертів чи професійних виконавців, можливо, виключаючи ідею аматорів), і передавалась із вуст в уста (усна традиція).
Народну музику композитори використовували в інших жанрах. Деякі роботи Аарона Копленда чітко спираються на американську народну музику.
Важливою роботою щодо реєстрації традиційних мелодій балканського регіону була робота Бели Бартока, оскільки це перший композитор, котрий цікавився записом звуку, а також його аналізом із етнологічної точки зору. 

### Музика блюґрас (bluegrass)
Музика блюґрас — це форма музики американського корінного населення та споріднений жанр кантрі-музики. Під впливом музики Аппалачі, блюґрас змішала в традиційній музиці елементи ірландської, шотландської, валлійської та англійської, а також пізніше музики афроамериканців завдяки включенню джазових елементів.
Переселенці з Великої Британії та Ірландії прибули до Аппалачі протягом XVIII століття і привезли з собою музичні традиції своїх батьківщин. Ці традиції складалися насамперед із англійських та шотландських балад — які були без супроводу та танцювальної музики, такої як ірландські барабани, які супроводжувалися скрипкою. Багато старих пісень блюґрас походять безпосередньо з Британських островів. Кілька балад "Аппалачі»  походять із Англії та зберігають англійську баладну традицію як мелодійно, так і лірично. Танцювальну мелодію «Cumberland Gap» можна чути у шотландській баладі «Бонні Джордж Кемпбелл». Інші пісні мають різні назви в різних місцях; наприклад, в Англії є стара балада, відома як «A Brisk Young Sailor Courted Me», але точно така ж пісня на північноамериканському блюґрасі відома як «I Wish My Baby Was Born».
У деяких формах джазу один або кілька інструментів по черзі грають мелодію та імпровізують на її темі, тоді як інші виконують акомпанемент. Це особливо характерно для мелодій, які називаються брейкдавнами. На відміну від старовинної музики, в якій усі інструменти відтворюють мелодію разом, або один інструмент несе головну роль, а інші супровід, брейкдавни часто характеризуються швидкими темпами та незвичною інструментальною спритністю, а іноді і складними змінами гармонії.
У традиційному блюґрасі музиканти грають на народних інструментах мелодії з простими традиційними акордовими прогресіями та використовують лише акустичні інструменти. Прогресивні групи використовують електричні інструменти та запозичують пісні з інших жанрів, зокрема рок-н-ролу. Прикладами є Cadillac Sky та Bearfoot. «Євангеліє від Блюґрас» виникло як третій піджанр, який використовує християнську лірику, душевний три- або чотириголосний спів гармонії, а іноді і гру музикантів-інструменталістів. Новішим розвитком є неотрадиційний блюґрас; на прикладі таких груп, як The Grascals та Mountain Heart, Групи з цього піджанру, як правило, мають більше одного співака. Музика блюґрас отримала багато прихильників по всьому світі.

## Опера
У перші роки століття вагнерівську хроматичну гармонію поширювали  композитори Ріхард Штраус (Саломея, 1905; Електра, 1906–1908; Der Rosenkavalier, 1910; Аріадна на Наксосі, 1912; Die Frau ohne Schatten, 1917), Клод Дебюссі (Pelléas et Mélisande, 1902), Джакомо Пуччіні ( Madama Butterfly, 1904; La fanciulla del West, 1910; Il trittico, 1918), Ферруччо Бузоні ( Doktor Faust, 1916, посмертно завершений його студентом Філіппом Ярнахом), Бела Барток (Замок Синьобородої, 1911–17), Леош Яначек (Єнуфа, 1904; Осуд, 1907; Катя Кабанова, 1919–1921) та Ганс Пфіцнер (Палестріна, 1917).
Поширення хроматичної мови привело до розриву з тональністю і перейшло до стилю атональної музики в ранніх операх Арнольда Шенберґа (Erwartung, 1909; Die glückliche Hand, 1912) і його учня Альбана Берґа ( Wozzeck, 1925), обидва з яких прийняли дванадцятитонову техніку для своїх пізніших опер: «Мойсей і Арон» Шенберґа та «Лулу» Берга. Жодна з цих опер не була завершена за життя їх композиторів, так що першою завершеною оперою з використанням дванадцятитонової техніки був Карл V (1938) Ернста Кренека.
Деякі з найважливіших опер двадцятих і тридцятих років були написані росіянином Дмитром Шостаковичем («Ніс», 1928 р. І «Леді Макбет Мценково», «Уезда» [Леді Макбет Мценського району], 1932 р.). 
Неокласицизм, який увійшов у моду в 20-х роках, представлений оперною буфою Стравінського « Мавра» (1922) та його оперною ораторією «Едіп Рекс» (1927). Пізніше у цьому столітті його остання опера «Грабецький прогрес» (1951) означає кінець неокласичної фази його композицій. Визнані неокласицистами композитори — «Художник Матіс» Пауля Гіндеміта (1938), «Війна і мир» Сергія Прокоф'єва («Війна і мир», 1941–1943), «Джульєтта анеб снар» Богуслава Мартіну (1937) і «Les mamelles de Tirésias» Френсіса Пуленка (1945). 
У шістдесятих роках великий вплив мала опера Бернда Алоїса Циммермана «Die Soldaten» (1965). 
Найбільш популярним на міжнародному рівні композитором опер після Другої світової війни був англієць Бенджамін Бріттен (Пітер Граймс, 1945; Згвалтування Лукреції, 1946; Біллі Бадд, 1951; Глоріана, 1953; Поворот гвинта, 1954 ; Сон в літню ніч, 1960;  Смерть у Венеції, 1973) 

## Популярна музика
Співвідношення класичної музики та популярної музики є спірним питанням.    

### Блюз

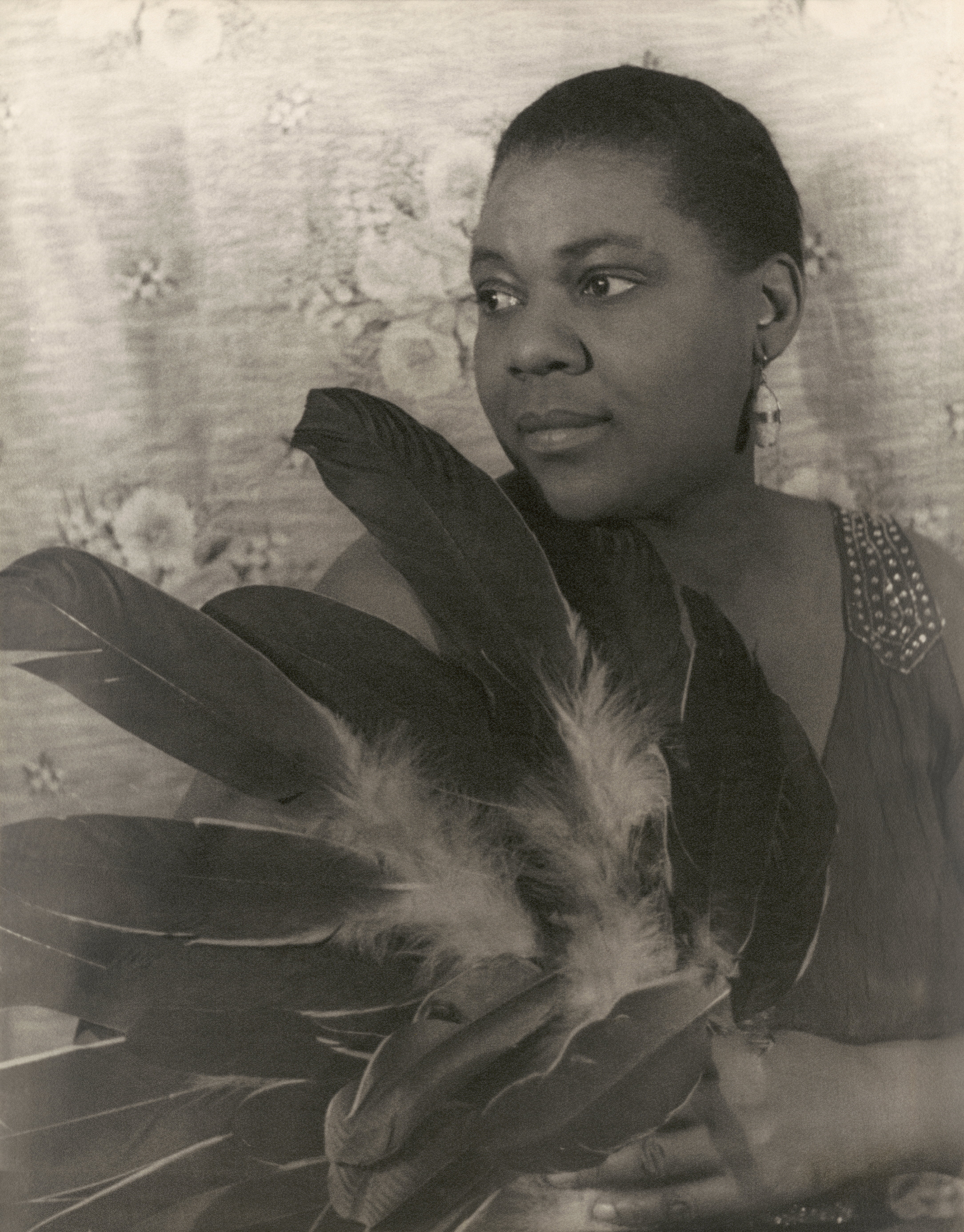
Співачка блюзу Бессі Сміт

Такі музиканти блюзу, як Мадді Вотерс, привезли Delta Blues, в основному грав на акустичних інструментах, з дельти Міссісіпі на північ до таких міст, як Чикаго, де вони використали більше електричних інструментів для формування Чиказького блюзу.

### Кантрі музика
Музика кантрі, колись відома як кантрі та західна музика, є популярною музичною формою, розробленою на півдні Сполучених Штатів, корінням якої є традиційна народна музика, спіритиз та блюз.

### Диско
Диско — модерний стиль танцювальної музики, який виник на початку 1970-х років, головним чином із музики фанку, сальси та соулу, популярний спочатку серед гомосексуальної та афроамериканської аудиторії у великих містах США, і походить від французького слова discothèque.

### Хіп хоп
Хіп-хоп — музика, яку також називають репом або реп-музикою, — це музичний жанр, сформований у США в 70-х роках минулого століття, складається з двох основних компонентів: реп-музики  та ді-джеїнгу (мікшування та подряпин аудіо).

### Джаз
Джаз перетворився на багато контрастних піджанрів, включаючи «м'який» (англ. smooth jazz), Бібоп, Свінг, Фьюжн, Діксіленд та фрі-джаз. Джаз виник на початку XX століття завдяки поєднанню блюзу, регтайму, духової оркестрової музики, гімнів та спіричуел, музики та робочих пісень Менстреля.

### Музика нового часу
Інструментальні твори, які створюють звуки заспокійливого, романтичного, піднімаючого настрою, розслаблюючого характеру.  Спектр-сюїта Стівена Гальперна, випущена в 1975 році, зазвичай вважається альбомом, який започаткував музичний рух нового часу.

### Полька
Полька вперше з'явилася в Празі в 1837 р., Продовжувала залишатися популярною формою танцювальної музики протягом ХХ століття особливо в Чехословаччині, Польщі та районах США з великим населенням центральноєвропейського походження. У США польська міська полька «східного стилю» залишалася популярною приблизно до 1965 року. Популярність її в Чикаго зросла в кінці 1940-х років після того, як Волтер 'Лі'л Уоллі' Воллес Ягайло створив «хонку», поєднуючи польсько-американську сільську польку з елементами польської народної пісні та краков'яку. Пізніша форма, що зазнала впливу гірських порід, називається «дино» полькою.

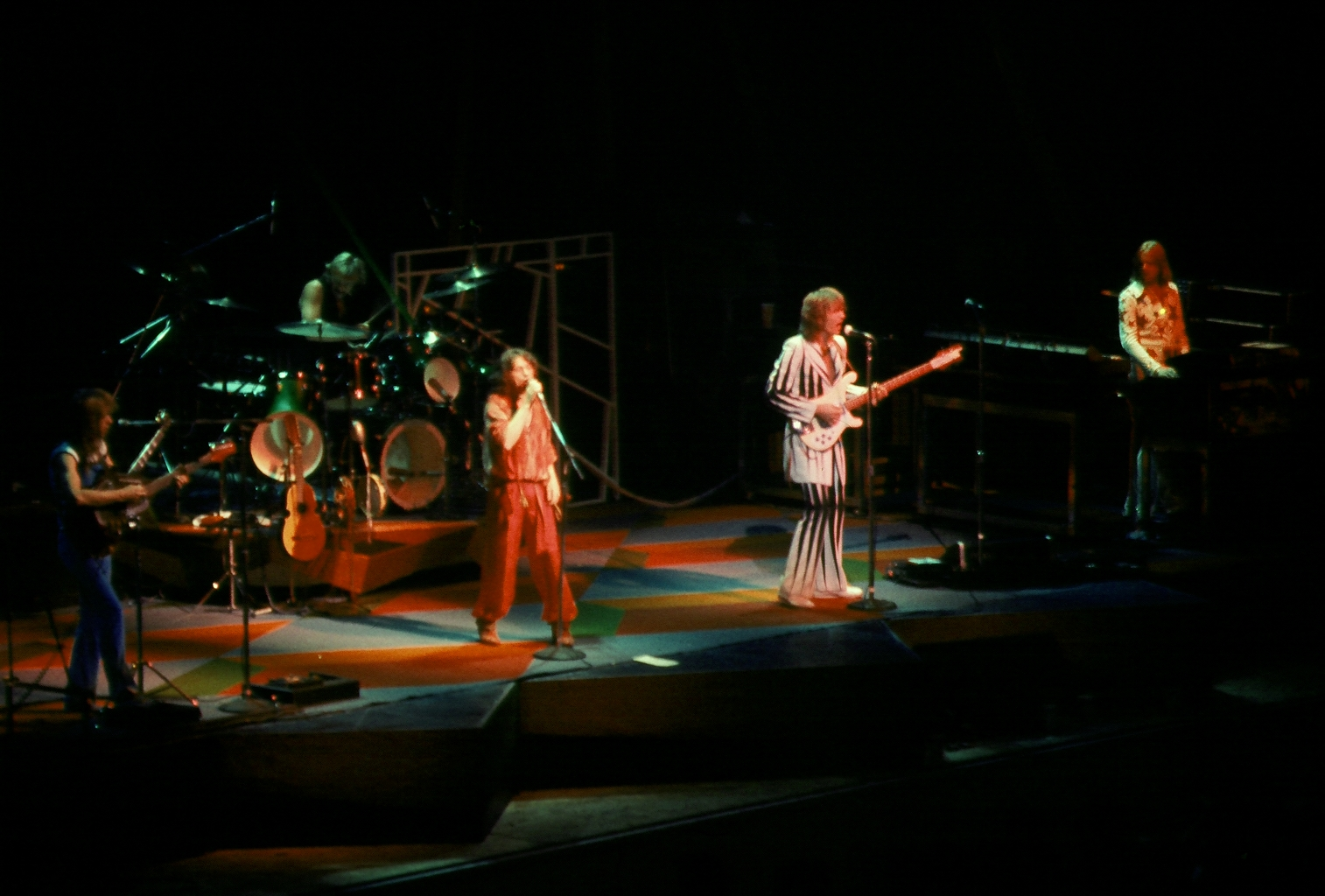
Прогресивна рок-група «Yes» в Індіанаполісі в 1977 році.

## Музика XX століття в Україні
Українська музика кінця на початку XX століття зазнала великих змін. Продовжувався розвиток фольклору, який збагачував творчість видатних українських композиторів-  Якова Степового, Кирила Стеценка та Миколи Леонтовича.
Микола Леонтович яскраво проявився в хоровій творчості, особливо у галузі обробки пісенного фольклору. Композитор підняв обробку народної пісні на рівень світових музичних зразків. Його хорову обробку колядки «Щедрик» виконують у всьому світі. Такі пісні «Дударик», «Козака несуть», «Із-за гори сніжок летить», «Ой з-за гори кам'яної» та інші стали шедеврами хорової музики. М. Леонтович відомий як хоровий диригент, керівник аматорських хорів, збирач музичного фольклору.  
Кирило Стеценко також залишив багато обробок народних пісень. Серед творів К.Стеценка найбільш відомі дитяча опера «Лисичка, котик і півник» та оперета «Сватання на Гончарівці». Я. Степовий переважно розвивав малі форми — пісню, романс.  
Були відкриті консерваторії в Києві, Одесі, Львові. Відтепер музиканти мали змогу отримувати освіту в Україні. Набули інтенсивного розвитку опера, симфонія, інструментальна музика.  
Б. Лятошинський, Л. Ревуцький та С. Людкевич створили національну композиторську школу. У консерваторіях України отримвали професійну підготовку відомі диригенти — С. Турчак, В. Сіренко, А. Авдієвський, Є. Савчук, які створили оркестри та хорові колективи світового рівня. Композитор Лев Ревуцький розвинув методи
М. Лисенка й М. Леонтовича.
Але постанови ЦК ВКП (б) про літературу та музику та ЦК Компартії України забороняли митцям право на творчий пошук. Цим гальмувався природний процес розвитку мистецтва, і завдавалася шкода особистостям. Творчість композиторів Б. Лятошинського, М. Вериківського в Україні була заборонена, ім'я цих митців шельмувалися в пресі, а самих композиторів позбавили можливості творчо працювати.
На початку 60-х років молоді українські музиканти — В. Сильвестров, Л. Грабовський, В.Годзяцький, диригент І. Блажков — писали музику в авангардному руслі.
Хорове мистецтво України представляють такі колективи, як національні хорові колективи «Думка», Хор ім. Г. Верьовки, камерний хор «Київ».
В кінці століття розвитку набула церковна (літургійна) музика на біблійні тексти. Авторами духовної музики є Є. Станкович, В. Сильвестров, Леся Дичко, М. Скорик, Ганна Гаврилець, В. Степурко, І.Щербаков.  
Представники естрадної музики — рок-гурти «Воплі Відоплясова» («ВВ»), «Океан Ельзи», «Мандри», «Друга ріка», співаки Т. Петриненко, С. Ротару, А. Лорак, Т. Повалій, Р. Кириченко, Іво Бобул  та інші створили основу для розвитку шоу-бізнесу. Традиції українського авангарду започаткував Б. Лятошинський. Станіслав Людкевич продовжував розвивати західноукраїнську композиторську школу. За С. Людкевичем молода геерація направляла свою творчість у бік інструментальної музики. Новаторство виявилося у творчості композитора Віктора Косенка, який збагатив українську музику романтичними інструментальними творами, симфоніями.